# Somaloniscus taramassoi
Somaloniscus taramassoi là một loài chân đều trong họ Eubelidae. Loài này được Arcangeli miêu tả khoa học năm 1933.